# Tatjana Proswirina
Tatjana Proswirina (russisch Татьяна Просвирина, englische Transkription Tatiana Prosvirina; * 22. Januar 2000) ist eine russische Volleyballspielerin.

## Karriere
Proswirina spielte in ihrer Heimat als Jugendliche bei VK Woronesch. Von 2017 bis 2021 war sie mit der Juniorinnen-Auswahl des Oblast Moskau in der russischen U20-Liga aktiv. Parallel dazu spielte die Mittelblockerin in der Saison 2020/21 beim Erstligisten VK Saretschje Odinzowo. 2021/22 war Proswirina beim deutschen Bundesligisten VfB Suhl Lotto Thüringen aktiv. 2022 wurde sie zunächst vom Ligakonkurrenten USC Münster verpflichtet. Wegen eines Kreuzbandrisses während der Saisonvorbereitung fällt Proswirina für die gesamte Saison aus.